# Il suffira d'un signe
Il suffira d'un signe (укр. «Буде достатньо лише знака») — пісня Жана-Жака Ґольдмана, записана в 1981 році.  Увійшла до його першого студійного альбому «Démodé».

## Про пісню
Гітарна композиція «Il suffira d'un signe» має характерні поп-рокові елементи тогочасся стала першим самостійним хітом Ґольдмана. Темпову вокальну партію Жан-Жак супроводжує експресивним гітарним награванням та вокально-хоровим наспівом в приспіві. Пісню переспівували: і сам автор, й інші французькі виконавці.

## Фрагмент пісні
Фрагмент пісні (перший куплет):
Il suffira d'un signe, un matin

Un matin tout tranquille et serein

Quelque chose d'infime, c'est certain

C'est écrit dans nos livres, en latin